# Уилсон, Ромер
Ромер Уилсон (англ.  Romer Wilson, Шеффилд, 26 декабря 1891 года — Лозанна, 11 января 1930 года) — британская романистка.

## Биография
Дочь шеффилдского юриста Арнольда Муира Уилсона (Arnold Muir Wilson) и Эми Летиции Диарден (Amy Letitia Dearden).
Настоящее имя — Флоренс Рома Муир Уилсон (Florence Roma Muir Wilson), училась в школе для девочек Уэст Хит (West Heath School) в Тэймс Вэлли, изучала право в женском колледже Гиртон Кембриджского университета, в 1923 году вышла замуж за американца Эдварда О’Брайена .
В 1920-е годы стала известна как автор романов, новелл, пьесы, а также биографии Эмили Бронте. Составила сборник волшебных сказок народов мира, наиболее популярным стало их издание под названием Red Magic (1930). В 1921 году получила Готорнденскую премию за роман The Death of Society («Смерть общества»).
С 1928 года жила с мужем в Локарно, умерла от туберкулёза 11 января 1930 года в Лозанне.

### Романы
- Martin Schüler (1919)
- If All These Young Men (1919)
- The Death of Society (1921)
- The Grand Tour of Alphonse Marichaud (1923)
- Dragon’s Blood (pre-1926)[7]
- Greenlow (1927)
- Latterday Symphony (1927)
- The Hill of Cloves (1929)

### Пьеса
- The Social Climbers (1927)

### Биографии
- All Alone: The Life and Private History of Emily Jane Brontë (1928)